# Kjell Magne Bondevik
Kjell Magne Bondevik (Molde, 3 settembre 1947) è un politico norvegese, esponente del Partito Popolare Cristiano (Kristelig Folkeparti, KrF).
È stato ministro di Stato della Norvegia nei periodi 1997-2000 e 2001-2005.